# Дяченко Сергій Миколайович
Сергі́й Микола́йович Дяче́нко — полковник Збройних сил України, учасник російсько-української війни.

## З життєпису
Станом на осінь 2014 року — командир 2 БТГр 24 ОМБр.
Станом на лютий 2017 — командир 355-го окремого навчального механізованого полку.

## Нагороди
За особисту мужність і героїзм, виявлені у захисті державного суверенітету та територіальної цілісності України, вірність військовій присязі під час російсько-української війни нагороджений
- орденом Богдана Хмельницького III ступеня (3.1.2015).